# Lindelach
Lindelach (auch Lindeloch, Lindeloh und Lindinloch) ist eine Wüstung auf der Gemarkung der unterfränkischen Stadt Gerolzhofen. Die Siedlung wurde im November 1631 verwüstet und nicht wieder aufgebaut. Heute haben sich nur noch die beiden ehem. Mühlen Lindelachshof und Klesenmühle auf dem Gebiet des Dorfes erhalten.

## Geografische Lage
Die Stelle an der sich das Dorf befand, wird heute von den Gebäuden der  Klesenmühle und des Lindelachshofes begrenzt. Sie liegt etwa 1 Kilometer östlich des Zentrums von Gerolzhofen. Das Dorf lag am nördlichen Fuß des Kapellberges, der während des Spätmittelalters  eine „Bischofspfalz“ des Hochstifts Würzburg beheimatete. Heute steht dort in der Nähe  die Gertraudiskapelle. Der Volkachbach tangiert den ehemaligen Siedlungsraum.

## Geschichte
Das Gelände um Lindelach war wahrscheinlich bereits in der Altsteinzeit besiedelt. Ausgrabungen auf dem Gebiet des ehemaligen Dorfes brachten außerdem Kleinsteingeräte aus der Mittelsteinzeit hervor. Aus der Bronzezeit kamen kaum Funde zutage, lediglich die Endphase dieser Zeit ist durch die Grabungen belegt. Die Elbgermanen der Großromstedter Kultur errichteten hier ein Gehöft, das als Pfostenbau identifiziert werden konnte.
Im Jahr 994 wird „Lindinlog“ als Gerichtsstätte in der Chronik des Bischofs Thietmar von Merseburg erstmals erwähnt. Der Name verweist wohl auf eine Geländesenke, ein Loch, das mit Linden und Kastanien bewachsen ist.
In einer Urkunde von König Konrad III. erscheint die „curia episcopi Lindinloch“ (lat. Bischofshof Lindinloch) 1151 erneut in den Quellen. Für das 13. Jahrhundert ist in Lindelach ein eigener Ortsadel „de Lindenloch“ nachgewiesen. Zwischen 1303 und 1313 besaß Konrad Preising ein Lehen über mehrere Felder und Wiesen nahe dem Dorf. In der gleichen Zeit wurde erstmals eine Mühle im Dorf erwähnt. Sie war in den Händen des Metzgers Heinrich Herlein.
Nachdem im 16. Jahrhundert die Fuchs von Bimbach als Käufer der inzwischen zwei Mühlen in Lindelach Erwähnung finden, wird das Dorf durchgängig als „villa“ (lat. Dorf) bezeichnet. Im Jahr 1565 wohnten hier 17 Familien, sie sind in einer Gemeinderechnung aufgeführt, 1589 sind 22 Familien verzeichnet. Zwischen 1597 und 1598 errichtete die Gemeinde ihr Rathaus, das nahe dem heutigen Lindelachhof lag.
Während des Dreißigjährigen Krieges im November 1631 zogen schwedische Truppen von Schweinfurt aus kommend in Richtung Gerolzhofen. Die Stadt hatte sich jedoch verschanzt und die Belagerung stockte. Daraufhin zündeten die Schweden und einige Schweinfurter Bürger die Dörfer Rügshofen und Lindelach an und vernichteten das Dorf vollständig. Die heimatlosen Bewohner zogen mit den Angreifern vor das Dingolshäuser Tor in Gerolzhofen und die Stadt kapitulierte.
Nachdem mehrere Versuche, das Dorf wieder aufzubauen, gescheitert waren, nahm man die Lindelacher in Gerolzhofen auf. Hier blieben sie bis ins 19. Jahrhundert eine eigenständige Gemeinde. In den Jahren 2011 und 2012 fanden auf dem Areal des wüstgefallenen Dorfes erstmals Ausgrabungen der Universität Bamberg statt. Dabei wurden drei Hofstellen des 14. bis 17. Jahrhunderts samt deren Nebenstrukturen teilweise archäologisch untersucht.